# Río Tuolumne
El río Tuolumne  /tuˈɒləmi/ (Yokutsan: Tawalimnu) fluye durante 149 millas (239,8 km) a través del centro de California, desde lo alto de Sierra Nevada hasta unirse al río San Joaquín en el Valle Central. Con su origen a más de 8000 pies (2438,4 m) sobre el nivel del mar en el parque nacional de Yosemite, el Tuolumne drena una escarpada cuenca de 1958 millas cuadradas (5071,2 km²) , labrando una serie de cañones por la vertiente occidental de la Sierra. Mientras que el Tuolumne superior es un arroyo de montaña de flujo rápido, el río inferior cruza una llanura aluvial amplia, fértil y extensamente cultivada. Como la mayoría de los otros ríos del centro de California, el Tuolumne está represado varias veces para la irrigación y generación de hidroelectricidad .
Los humanos han habitado el área del río Tuolumne desde hace 10.000 años. Antes de la llegada de los europeos, el cañón del río proporcionaba un importante coto de caza de verano y una ruta comercial entre los nativos americanos en el Valle Central al oeste y la Gran Cuenca al este. Nombrado por primera vez en 1806 por un explorador español en honor a un pueblo indígena cercano de él, el Tuolumne fue fuertemente explorado durante la fiebre del oro de California en la década de 1850, y los colonos estadounidenses cultivaron el valle inferior durante las siguientes décadas. La ciudad de Modesto creció en Tuolumne como un centro ferroviario, absorbiendo a la mayor parte de la población del valle de Tuolumne a principios del siguiente siglo. A medida que la producción agrícola aumentaba, los agricultores a lo largo del Tuolumne formaron los dos primeros distritos de riego de California para controlar y desarrollar mejor el río.
Desde la década de 1900 hasta la década de 1930, el río fue represado en Don Pedro y Hetch Hetchy para proporcionar agua a los agricultores del Valle Central y la ciudad de San Francisco, respectivamente. El proyecto Hetch Hetchy, ubicado dentro del parque nacional de Yosemite, incitó controversia nacional y ha sido descrito como el forjador del movimiento ambiental moderno en los Estados Unidos. A medida que avanzaba la mitad del siglo XX, las demandas de Tuolumne continuaron aumentando, lo que culminó con la finalización de la presa Nuevo Don Pedro a principios de la década de 1970. Estos proyectos redujeron a la mitad la cantidad de agua que fluía desde el Tuolumne hacia el San Joaquín, reduciendo en gran medida las otrora abundantes corrientes de salmón y trucha arcoíris en ambos ríos.

## Curso
El Tuolumne se origina en el parque nacional de Yosemite en lo alto de Sierra Nevada como dos arroyos. El Lyell Fork de 7 millas (11,3 km) de largo se eleva en el glaciar Lyell por debajo 13 114 pies (3997,1 m) por debajo del monte Lyell, el pico más alto del parque nacional de Yosemite, y fluye luego hacia el norte a través del cañón Lyell. El Dana Fork de 5 millas (8 km) de largo se origina entre el monte Dana y el monte Gibbs y fluye luego hacia el oeste.
Después de la confluencia de las bifurcaciones en Tuolumne Meadows, el río serpentea hacia el noroeste, pasando por debajo de la Ruta Estatal de California 120. Aunque tranquilo durante las primeras millas, esto cambia rápidamente a medida que el río cae sobre Tuolumne Falls y White Cascades. Después de pasar brevemente por Glen Aulin, el río entra en las espectaculares 20 millas (32,2 km) del Gran Cañón de Tuolumne, donde se forman otras tres cascadas importantes: California, LeConte y Waterwheel Falls. Los arroyos Return y Piute se unen al río desde el norte dentro del cañón Tuolumne. Al final del cañón, el río se ensancha en el embalse Hetch Hetchy, formado por una presa construida en 1923 para proporcionar agua a la ciudad de San Francisco, en el pintoresco valle de Hetch Hetchy. Falls Creek forma Wapama Falls y Tueeulala Falls, dos de las cataratas más altas de Yosemite, cuando ingresa al embalse desde el norte. Desde su fuente a 8589 pies (2617,9 m) sobre el nivel del mar en Tuolumne Meadows, el río desciende casi una milla (1,6 km) hasta el embalse de Hetch Hetchy a 3800 pies (1158,2 m)
Debajo de la presa O'Shaughnessy, el Tuolumne pasa por el valle de Poopenaut y entra en una serie de cañones continuos a medida que fluye a través de las estribaciones de la Sierra, dejando el límite occidental del parque nacional Yosemite y entrando en el Bosque Nacional Stanislaus. La mayoría de los principales afluentes de Tuolumne se unen dentro de este tramo comenzando con Cherry Creek desde el norte, justo debajo de la entrada del acueducto Hetch Hetchy, que lleva agua a San Francisco. El South Fork de Tuolumne se une desde el sur a unas pocas millas río abajo cerca de Groveland-Big Oak Flat, seguido por el río Clavey desde el norte a unas pocas millas después de eso. El North Fork de Tuolumne se une desde el norte cerca del extremo superior del lago Don Pedro, que se formó en 1971 cuando se construyó la presa Nuevo Don Pedro para proporcionar hidroelectricidad y almacenamiento de agua de riego. Directamente debajo de la represa Don Pedro se encuentra la presa La Grange, donde aproximadamente la mitad del flujo natural del río se desvía hacia los canales principales de Turlock y Modesto para regar más de 200 000 acres (80 937,2 ha) en el Valle Central.

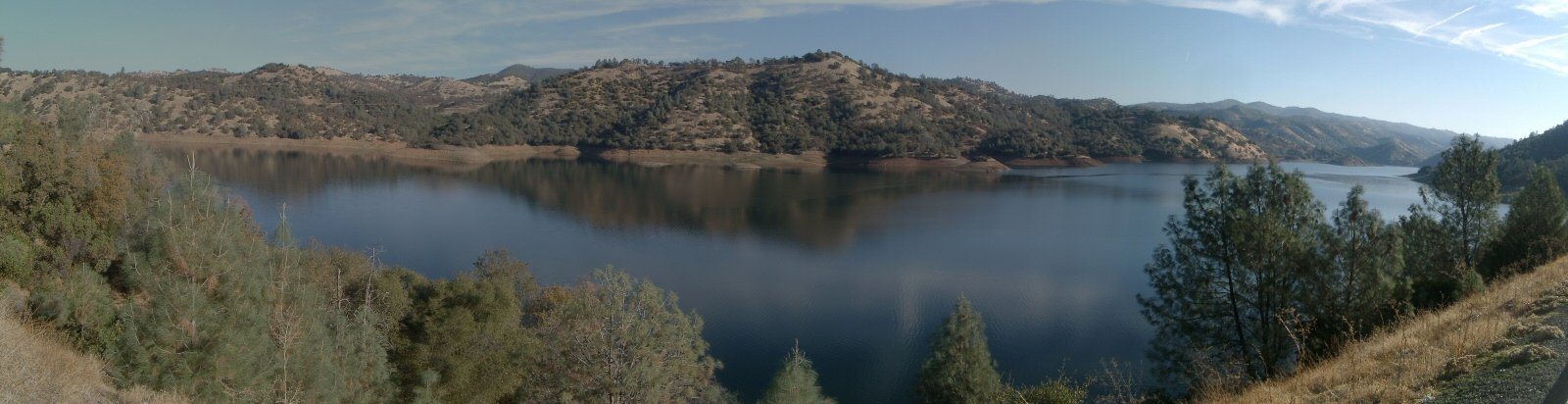
El lago Don Pedro, en las estribaciones al este de La Grange, es el embalse más grande de Tuolumne.

Dejando las estribaciones, el Tuolumne fluye aproximadamente 50 millas (80,5 km) al oeste a través del Valle Central hasta su confluencia con el río San Joaquín, pasando por Waterford, Hughson, Empire, Ceres y Modesto . El Tuolumne inferior es ancho y de flujo lento con una caída de sólo 230 pies (70,1 m) desde la base de la presa La Grange hasta su desembocadura a 26 pies (7,9 m). La autopista 99 y las vías del ferrocarril del Pacífico Sur cruzan el río en Modesto, y el aeropuerto de Modesto está ubicado junto al río poco hacia arriba. Dry Creek se une a Tuolumne desde el norte entre el aeropuerto y el ferrocarril. La confluencia del Tuolumne y San Joaquín se encuentra en el Refugio Nacional de Vida Silvestre del Río San Joaquín, a unas 2 millas (3,2 km) al norte de Grayson en el condado de Stanislaus.

### Descarga

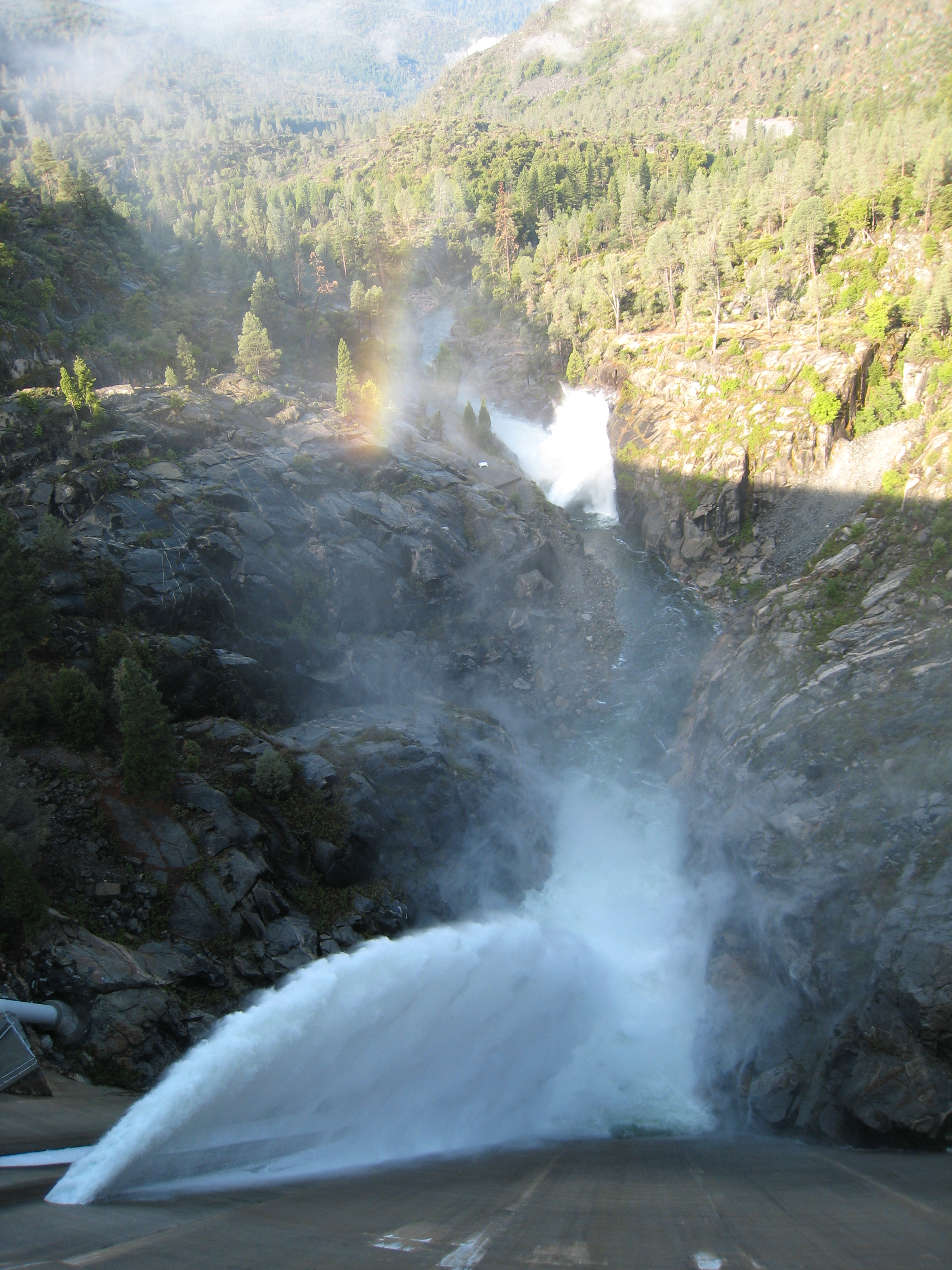
El agua de la inundación se libera del embalse Hetch Hetchy al río Tuolumne

Por volumen, el Tuolumne es el río más grande que drena la Sierra Sur, con un flujo virgen estimado de 2,28 km³ por año – más de 2550 pies cúbicos por segundo (72,2 m³/s). Cerca de la desembocadura del río, el volumen anual más alto registrado fue de 4928 km³ o de 5518 pies cúbicos por segundo (156,3 m³/s) en 1983, y el más bajo fue de 0,165 km³ o 185 pies cúbicos por segundo (5,2 m³/s) en 1977 – una diferencia de 30:1. Aunque la mayor parte del flujo del río se origina en el deshielo del verano, pueden ocurrir inundaciones masivas después de fuertes tormentas de invierno. El flujo natural del Tuolumne en la desembocadura se reduce en gran medida por las desviaciones hacia el sistema de agua municipal Hetch Hetchy de San Francisco y los canales de los distritos de riego de Modesto y Turlock.
El Servicio Geológico de los Estados Unidos (USGS) opera, o ha operado, varios medidores de corriente a lo largo del río Tuolumne. Hoy en día, los caudales medios anuales de los ríos alcanzan un máximo en el corto tramo entre la presa Don Pedro y la presa La Grange, a unas 50 millas (80,5 km) por encima de la desembocadura, antes del inicio de grandes desvíos de riego. Un medidor USGS registró aquí un flujo anual promedio de 2343 pies cúbicos por segundo (66,3 m³/s) entre 1911 y 1970, con un pico máximo de 60 300 pies cúbicos por segundo (1707,5 m³/s) el 31 de enero de 1911, y una media mínima mensual de 57,5 pies cúbicos por segundo (1,6 m³/s) en octubre de 1912. Durante la Gran Inundación de 1862, el río alcanzó aquí un pico estimado de 130 000 pies cúbicos por segundo (3681,2 m³/s) después de que un récord de 72 pulgadas (1828,8 mm) de lluvia cayeron en la cuenca del río Tuolumne entre el 11 de noviembre de 1861 y el 14 de enero de 1862, según se registra en Sonora. El indicador no estaba en su lugar durante ese tiempo.
Más abajo, el indicador USGS en Modesto, unas 10 millas (16,1 km) sobre la desembocadura – registró una media anual de 1326 pies cúbicos por segundo (37,5 m³/s) entre 1940 y 2013. El pico más alto fue 57 000 pies cúbicos por segundo (1614,1 m³/s) el 9 de diciembre de 1950, y la media diaria más baja fue de 56 pies cúbicos por segundo (1,6 m³/s) el 6 de agosto de 1977.

## Cuenca

### Fisiografía
La cuenca del río Tuolumne se puede dividir en tres regiones fisiográficas distintas. Desde la cabecera hasta debajo del embalse Hetch Hetchy, el río drena las tierras altas de la Sierra, que se caracterizan por un sólido lecho rocoso granítico tallado por glaciares, suelos delgados y pobres y áreas de intensa forestación. La mayor parte de la capa de nieve que alimenta el Tuolumne se acumula en esta región. Los arroyos son generalmente de alto gradiente, claros y rocosos, pero las grandes praderas alpinas proporcionan un hábitat ribereño y de humedales, que aportan sedimentos a la escorrentía de la cuenca. También hay una gran cantidad de lagos naturales y lagos en la cuenca superior. La cresta de Sierra alberga una serie de glaciares, incluidos los glaciares Lyell y Maclure, los más grandes del parque nacional Yosemite. El hielo derretido alimenta los tramos superiores del río Tuolumne, manteniendo el flujo de agua a fines del verano cuando muchos otros arroyos de la región están secos. El glaciar Lyell es el segundo más grande de Sierra Nevada, después del glaciar Palisade en la cabecera de Big Pine Creek, un afluente del río Owens. Tanto los glaciares Lyell como Maclure se han reducido significativamente desde finales del siglo XIX, cuando se realizaron las primeras mediciones.
Entre el embalse Hetch Hetchy y el extremo superior del lago Don Pedro, el Tuolumne fluye a través de las estribaciones de la Sierra, donde tiene una pendiente más baja pero continúa manteniendo una corriente rápida. Los estanques de arroyos y las barras de grava ocupan un lugar más destacado en el canal, lo que permite el crecimiento del hábitat ribereño. Cuando el río llega al lago Don Pedro, se ha acumulado casi el 90 por ciento de su flujo total como escorrentía de precipitaciones, deshielo y flujo base de agua subterránea. Debajo de la presa Don Pedro, el río fluye a través de la gran llanura aluvial del valle de San Joaquín, formada por millones de años de depósitos de sedimentos erosionados de la Sierra. Históricamente, esta sección del río estuvo sujeta a frecuentes cambios de curso y formó miles de acres de humedales estacionales durante las inundaciones de primavera. Desde la introducción de la agricultura a gran escala, el curso del río Tuolumne se ha fijado entre un extenso sistema de diques. Más de 300 000 acres (121 405,8 ha) en el valle de San Joaquín se riegan con agua de Tuolumne.
Cerca de 669 millas cuadradas (1732,7 km²), o 34 por ciento de la cuenca del río Tuolumne se encuentra dentro del parque nacional Yosemite. Los ríos, cuyas cuencas bordean la de Tuolumne, son el río Stanislaus y el río West Walker por el norte, el río Merced por el sur, el río East Walker por el noreste, la cuenca del lago Mono ( Mill Creek, Lee Vining Creek y Rush Creek) al este, y las cabeceras del río San Joaquín propiamente dicho al sureste.

#### Afluentes
Los principales afluentes del Tuolumne y los datos pertinentes se enumeran en la siguiente tabla. El orden es desde la cabecera aguas abajo.

### Uso del suelo
Casi el 80 % de la cuenca del río Tuolumne se encuentra sobre la presa Nuevo Don Pedro y está cubierta principalmente de bosques con algunas zonas alpinas, praderas y pastizales. El uso principal de la tierra en la cuenca baja del río Tuolumne es la agricultura, pero también hay áreas urbanizadas significativas. Aunque sólo unos 68 000 acres (27 518,6 ha) (5,4 por ciento) de la propia cuenca se cultivan, el agua del río se utiliza para regar casi cinco veces esa área fuera de los límites de la cuenca. Cerca de 16 500 acres (6677,3 ha) (1.3 por ciento) de la cuenca están urbanizados, principalmente en el área metropolitana de Modesto. Alrededor de 550.000 personas habitan la cuenca del río Tuolumne en su conjunto, con aproximadamente 210.000 viviendo en Modesto.

### Ingeniería y control de inundaciones
Como la mayoría de los otros ríos de Sierra Nevada, el Tuolumne se ha represado extensamente para proporcionar control de inundaciones, suministro de agua y energía hidroeléctrica. La presa más alta se llama O'Shaughnessy, que incauta el embalse de Hetch Hetchy que tiene un volumen de 440 000 000 m³ de agua y que proporciona agua y energía a la ciudad de San Francisco. El sistema hidroeléctrico Hetch Hetchy desvía grandes volúmenes de agua hacia túneles que alimentan dos plantas hidroeléctricas, el Kirkwood y el Moccasin. El sistema de energía es eficiente debido a la gran caída de Tuolumne, más de 2750 pies (838,2 m), entre Hetch Hetchy y la salida de Moccasin Powerhouse. Sin embargo, también provoca la deshidratación de porciones significativas del río Tuolumne, especialmente durante los veranos con poca agua, cuando casi todos los peces liberados se desvían a través de las plantas de energía. No todo el caudal utilizado por las centrales eléctricas se devuelve al río. Cerca 301 000 000 m³ de agua por año fluye a través del acueducto Hetch Hetchy alimentado por gravedad para servir a San Francisco y sus municipios clientes. Debido a la calidad prístina del agua, el sistema Hetch Hetchy es uno de los pocos que sirven a las principales ciudades de los Estados Unidos y que no requiere filtración.

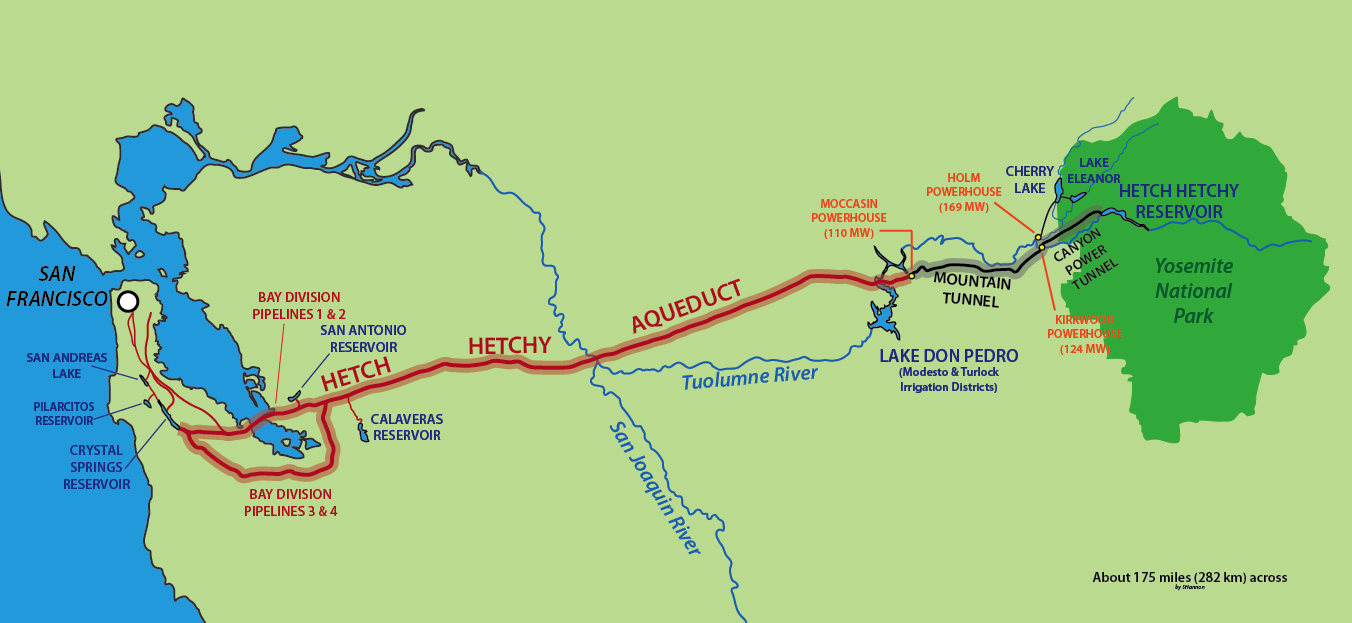
El proyecto Hetch Hetchy proporciona agua del Tuolumne a la ciudad de San Francisco.

Cherry Creek, el afluente más grande del Tuolumne, también forma parte del sistema hidroeléctrico de San Francisco. Cherry Creek está represado en la Presa Cherry Valley, que crea el lago Cereza, donde hay 338 000 000 m³ sw agua. Un importante afluente, Eleanor Creek, se represa para formar el lago Eleanor y se desvía hacia el lago Cherry a través de un túnel. El flujo combinado se canaliza hacia una tubería forzada y regresa al río en Holm Powerhouse. A diferencia del sistema Hetch Hetchy, el sistema Cherry Creek se utiliza exclusivamente para la energía hidroeléctrica, no para el suministro de agua, porque la calidad del agua no es tan buena. Sin embargo, hay un acueducto de conexión que permite aprovechar Cherry Lake para abastecer el sistema Hetch Hetchy durante sequías severas. Este suministro de agua de respaldo se usó por última vez a fines de 2015 como una prueba para garantizar su funcionalidad en caso de que las condiciones de sequía empeoren. La última vez que se usó fue en 1988.

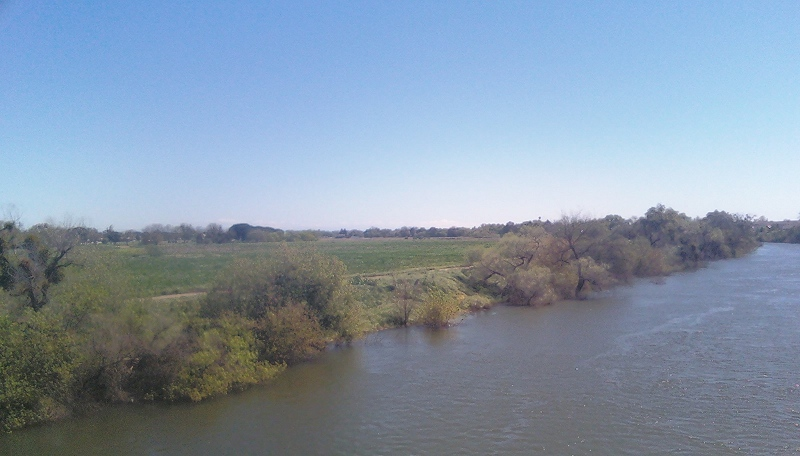
Río Tuolumne en Modesto

Debajo de la confluencia con North Fork del Tuolumne, el río desemboca en el lago Don Pedro, el más grande del sistema del río Tuolumne y el sexto lago artificial más grande de California (2,50x10 000 000 m³). La presa Nuevo Don Pedro, que está llena de tierra, tiene 585 pies (178,3 m) de altura, es la décima represa más alta de los Estados Unidos y fue construida como un proyecto multipropósito, sirviendo de irrigación, suministro de agua municipal, energía hidroeléctrica y control de inundaciones. Reemplazó una presa de hormigón anterior construida aproximadamente en el mismo sitio. Los distritos de riego de Turlock y Modesto controlan la mayor parte del agua del embalse, aunque la ciudad de San Francisco también tiene derechos de almacenamiento, que utiliza principalmente para compensar los efectos del agua desviada río arriba en Hetch Hetchy. Debido al deseo de aumentar el almacenamiento de agua para otros usos, solo 420 000 000 m³ del embalse está designado como control de inundaciones, que es relativamente pequeño en comparación con otros embalses de California. Como resultado, Don Pedro frecuentemente se llena y se derrama durante las tormentas de invierno, causando daños río abajo.[cita requerida]
La presa La Grange, una presa de desvío de mampostería mucho más pequeña, es la última en Tuolumne antes de unirse a San Joaquín. El Canal Modesto, en el lado norte del río, y el Canal Turlock, en el lado sur, son grandes desviaciones de irrigación. El Canal Modesto alimenta los 36.000.000 m³ fuera de la corriente del embalse Modesto, que regula el agua para su distribución a los agricultores. El lago Turlock está regulado por el similar pero mucho más grande lago Turlock, que tiene una capacidad de 60.000.000 m³ de agua. La desviación anual estimada para riego es de 1.069.000.000 m³ de agua, aproximadamente la mitad del caudal natural del río Tuolumne.
Debajo de La Grange, el Tuolumne, muy reducido debido a las desviaciones de riego, fluye a través de un canal fijo con una llanura aluvial muy restringida. Antes de la agricultura, el río inundaba grandes áreas de marismas estacionales y podía cambiar de curso libremente durante sus frecuentes crecidas. Hoy en día, las granjas y las comunidades están protegidas por un sistema de diques con una capacidad de canal de aproximadamente 9000 pies cúbicos por segundo (254,9 m³/s)   en el puente 9th St. en Modesto – significativamente menor que el potencial máximo de inundación del río. El valle depende del almacenamiento de control de inundaciones en el lago Don Pedro para evitar que los flujos excedan la capacidad del canal. Sin embargo, esto ha sucedido muchas veces, la más infame durante la Inundación de Año Nuevo de 1997, durante la cual las entradas a Don Pedro alcanzaron 120 000 pies cúbicos por segundo (3398,0 m³/s)  , el más grande registrado desde la Gran Inundación de 1862 . Las descargas de agua de la represa Don Pedro alcanzaron un máximo de 60 000 pies cúbicos por segundo (1699,0 m³/s)  Si bien esto redujo enormemente el daño potencial de la inundación, aún excedió la capacidad del canal seis veces, causando grandes daños a la propiedad a lo largo del río.

### Peces, plantas y vida salvaje
El Tuolumne una vez albergó grandes cantidades de salmón chinook (salmón) rey, Oncorhynchus tshawytscha ) y trucha arcoíris ( Oncorhynchus mykiss) en primavera y otoño. En su estado nativo, la carrera de otoño de Chinook solo puede haber contado hasta 130 000. Con la excepción del río Merced inmediatamente al sur, esta es la población de salmón Chinook existente más al sur en América del Norte. Las desviaciones masivas de riego y los proyectos de canalización de ríos han llevado a la extinción de la carrera de Chinook de primavera y han reducido en gran medida la carrera de otoño. Las represas han bloqueado más de la mitad de las 99 millas (159,3 km) del hábitat de desove de peces migratorios en la cuenca del río Tuolumne. El río San Joaquín y el delta del río Sacramento-San Joaquín, que unen las rutas de salmón de Tuolumne con el Pacífico, también se han visto afectados por la reducción del flujo y la contaminación. Además, las especies introducidas, como la lubina rayada, se alimentan de salmones juveniles y consumen hasta 93 por ciento de los smolt antes de que puedan migrar al mar. Una propuesta controvertida de la Junta Estatal de Control de Recursos Hídricos de alrededor de 2013 requeriría mayores caudales de primavera y verano en el río Tuolumne, lo que beneficiaría a las poblaciones de peces anádromos nativos, pero reduciría en gran medida el suministro de agua disponible para granjas y ciudades. Esto ha sido opuesto por los distritos de riego que sostienen que la depredación antes mencionada, y no los caudales bajos, son la causa principal de las muertes de salmones.
Los bosques de la cuenca se dividen en varias zonas distintas. La región de las estribaciones se caracteriza por árboles y plantas adaptados a un clima cálido y seco, que incluyen chamise (madera grasa), lila de California, manzanita, roble azul, roble vivo interior (roble vivo de Sierra) y pino gris. Más al este y más elevado están los bosques montanos bajos y altos, que se encuentran entre 3000 a 6000 pies (914,4 a 1828,8 m) y 6000 a 8000 pies (1828,8 a 2438,4 m) de elevación respectivamente. Los bosques montanos bajos incluyen roble negro, pino ponderosa, cedro de incienso y abeto blanco ; más arriba aparecen el pino Jeffrey y el enebro occidental . Más alta aún es la zona de bosque subalpino entre 8000 a 9500 pies (2438,4 a 2895,6 m), que está dominado por el pino blanco occidental, la cicuta de montaña y el pino torcido. Por encima de los 9500 pies, solo pequeños arbustos, plantas con flores y pinos de corteza blanca ocasionales pueblan la zona alpina, que se limita a los picos alrededor de Tuolumne Meadows y a lo largo de Sierra Crest.
Los seres humanos han influido en las condiciones naturales de la cuenca del río Tuolumne durante siglos. Los nativos americanos encendieron fuegos controlados en los pastizales para limpiar el follaje muerto, proporcionando espacio para un nuevo crecimiento que a su vez atrajo a los animales de caza a buscar alimento. También quemaban periódicamente las zonas boscosas de robles en las faldas de las montañas para controlar las plagas, que de otro modo habrían afectado a su principal fuente de alimentación, las bellotas. Durante los períodos español y mexicano, el Valle Central fue utilizado para la ganadería, lo que diezmó rápidamente los pastos naturales. Durante la década de 1880, los ganaderos de ovejas estadounidenses llevaron sus rebaños a la cuenca alta del río Tuolumne para pastos de verano, lo que dañó aún más la cordillera en las estribaciones y las sierras. El valle Hetch Hetchy era una de las principales áreas de pastoreo de verano para ovejas. La disminución de los pastos perennes nativos provocó el florecimiento de especies anuales invasoras y también aumentó la susceptibilidad de la cuenca a los incendios forestales. Con el fin de proteger la propiedad y la calidad de las cuencas hidrográficas, se inici óa principios del siglo XX la supresión intensiva de incendios. Sin embargo, esto provocó un crecimiento excesivo y una interrupción del proceso natural de sucesión del bosque, que anteriormente era impulsado por los incendios forestales.

## Historia temprana
Las estimaciones de la primera población humana a lo largo del río Tuolumne oscilan entre el 3000 y el 7000 a. C. Los miwok de las praderas y de la sierra, que eran el grupo indígena americano regional más grande inmediatamente antes del contacto con los europeos, se establecieron por primera vez en el área alrededor del año 1200 d. C.. Los miwok vivían en las estribaciones de la Sierra y las tierras bajas del Valle Central durante el invierno y se trasladaban a la parte superior del río Tuolumne en el verano para cazar y buscar refugio del calor del verano. Los Paiute, que habitaban la Gran Cuenca en el lado este de la Sierra, también se aventuraban en la cuenca del río Tuolumne durante el verano. Los yokuts vivían a lo largo de la parte baja del río Tuolumne y no solían aventurarse a subir a la Sierra durante el verano.

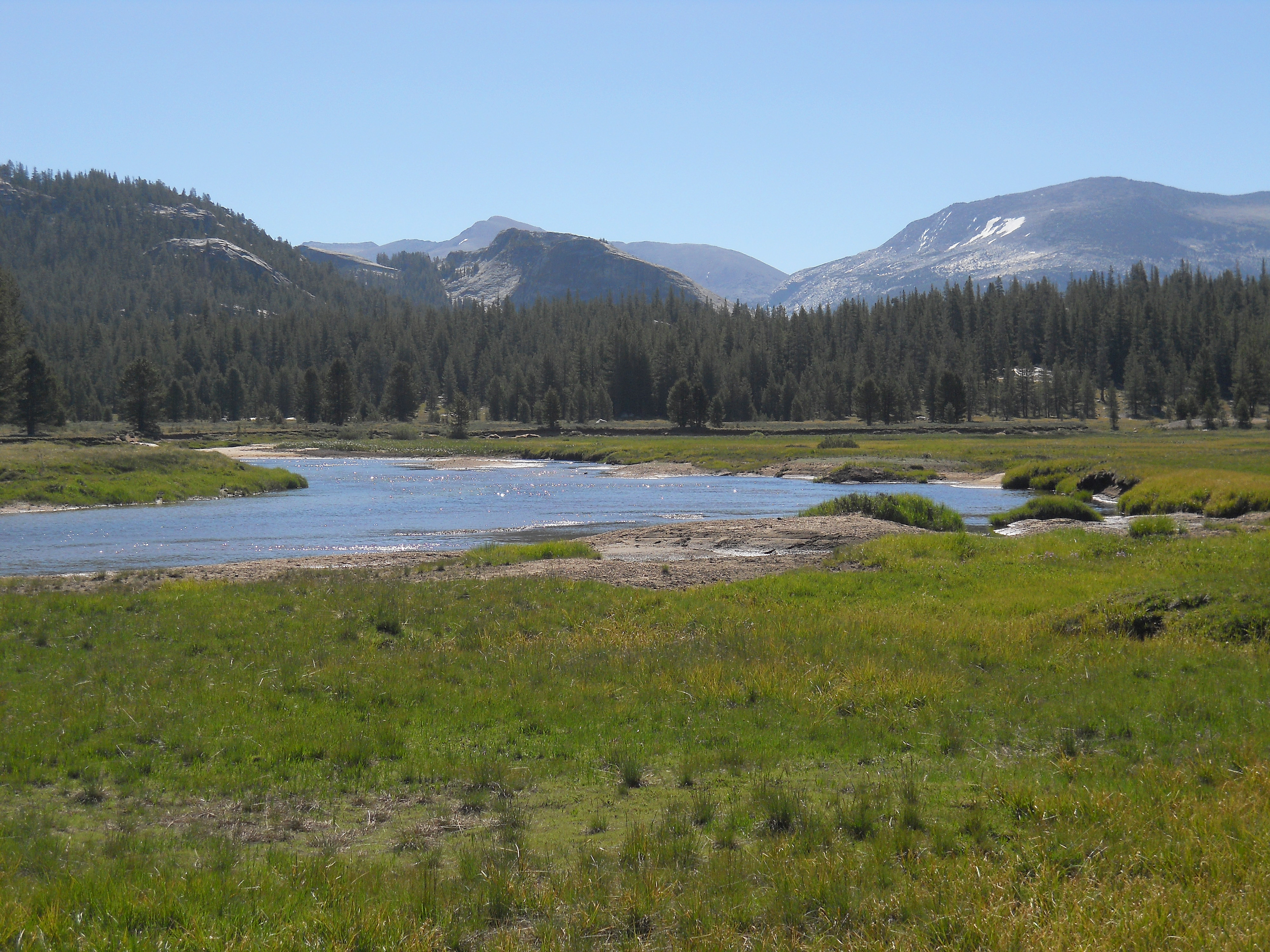
Río Tuolumne en West Meadow, Tuolumne Meadows

El principal punto de encuentro de los paiute y los miwok era el valle de Hetch Hetchy, rico en plantas comestibles y caza. El origen del nombre "Hetch Hetchy" puede haber sido un tipo de hierba comestible que crecía en el valle, que los pueblos nativos convertían en grano y molían en morteros de piedra para comer. Encendieron fuegos controlados para limpiar la vegetación vieja en sus áreas de reunión, lo que permitió una cosecha más eficiente de nuevo crecimiento. Esto también aumentaría la prevalencia de pastos y helechos, atrayendo animales de caza como ciervos, y haría que el paisaje fuera más fácil de atravesar. Muchos de los paisajes en el área del río Tuolumne que encontraron los primeros exploradores europeos no eran prístinos sino el resultado de cientos de años de gestión; de hecho, las famosas praderas de Hetch Hetchy Valley antes de su construcción de represas solo existían debido a la quema anual.
El origen del nombre del río Tuolumne no está claro. El primer uso registrado del nombre "Tuolumne" fue por el explorador español Gabriel Moraga en 1806, quien pudo haber nombrado el río por el cercano pueblo nativo americano de Tualamne o Tautamne. Esto a su vez podría referirse a la palabra nativa talmalamne, o a "un grupo de cabañas o cuevas de piedra". El padre Pedro Muñoz, miembro de la expedición de 1806, anotó en su diario que “nos encontramos con un pueblo llamado Tautamne. Este pueblo está situado sobre unos abruptos precipicios, inaccesibles a causa de sus toscas rocas. Los indios viven en sus sótanos [sótanos o cuevas]". En este momento se cree que la población de nativos americanos a lo largo de la parte baja de los ríos Tuolumne y Stanislaus era de aproximadamente dos mil.

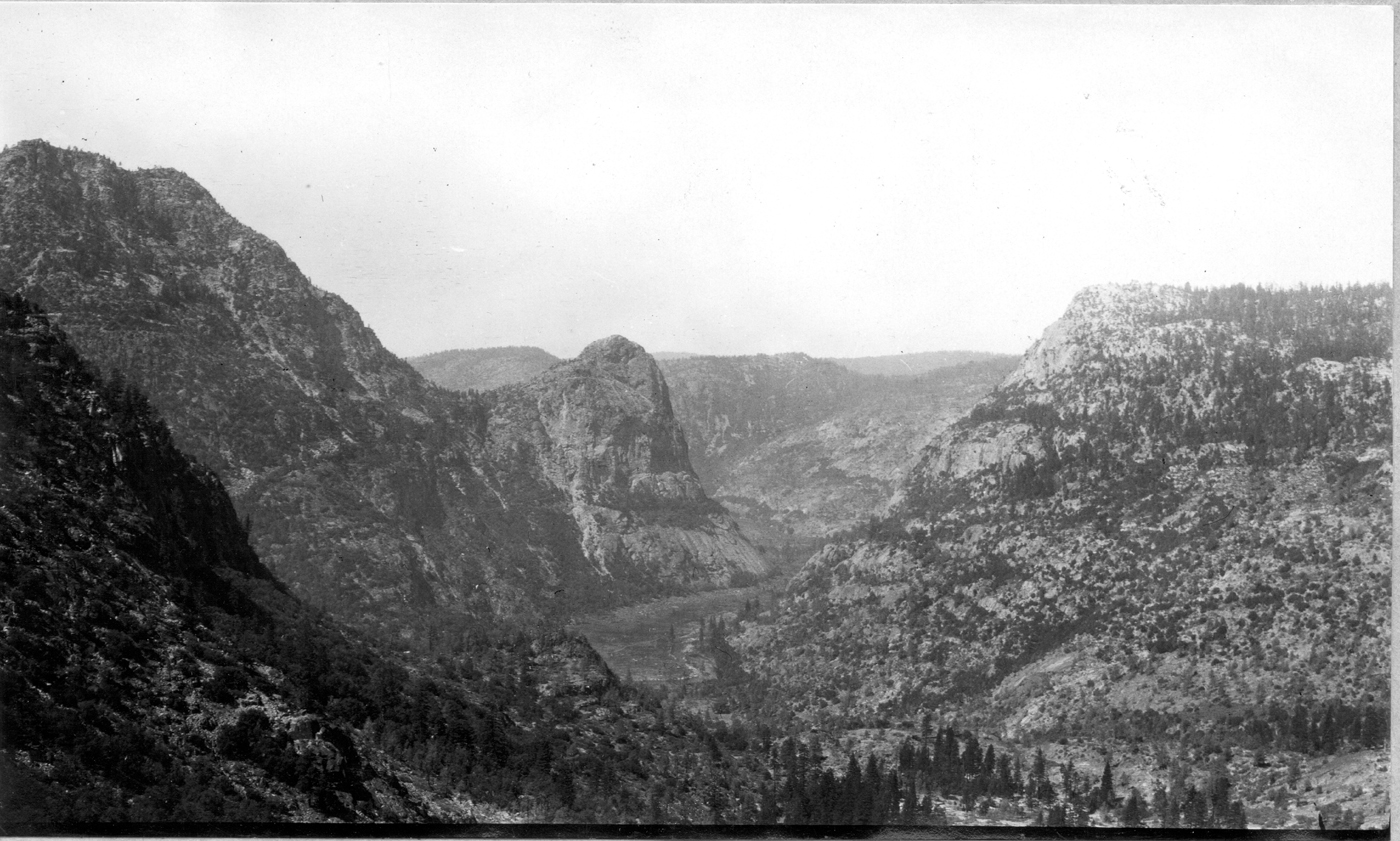
Gran Cañón de Tuolumne, hacia 1914

Otro posible origen del nombre Tuolumne es la palabra miwok taawalïmi de la Sierra Central, que significa "lugar de ardillas", en referencia a un pueblo nativo americano en el cercano río Stanislaus. Se cree que el sufijo -umne, que aparece en los nombres de otros dos ríos de California, el Mokelumne y el Cosumnes, significaba "lugar de" o "gente de" en el idioma nativo.
El río Tuolumne fue el escenario de una importante actividad minera de oro durante la fiebre del oro de California . El primer descubrimiento conocido de oro en la zona fue realizado por Benjamin Wood, un buscador de oro de Oregón, en el verano de 1848. Durante la última parte de ese año y principios de 1849, se establecieron campamentos mineros a lo largo del río Tuolumne, incluidos Jamestown, Tuttletown, Melones, Don Pedros Bar y Shaws Flat. En la primavera siguiente, un grupo de mineros mexicanos de Sonora descubrió un yacimiento aún más rico río arriba, estableciendo Sonoranian Camp, predecesor del actual pueblo de Sonora, California. A finales de 1849, había más de 10 000 mineros en el área del río Tuolumne, la mitad de ellos en Sonora, que se convirtió en la sede del condado de Tuolumne en 1850.

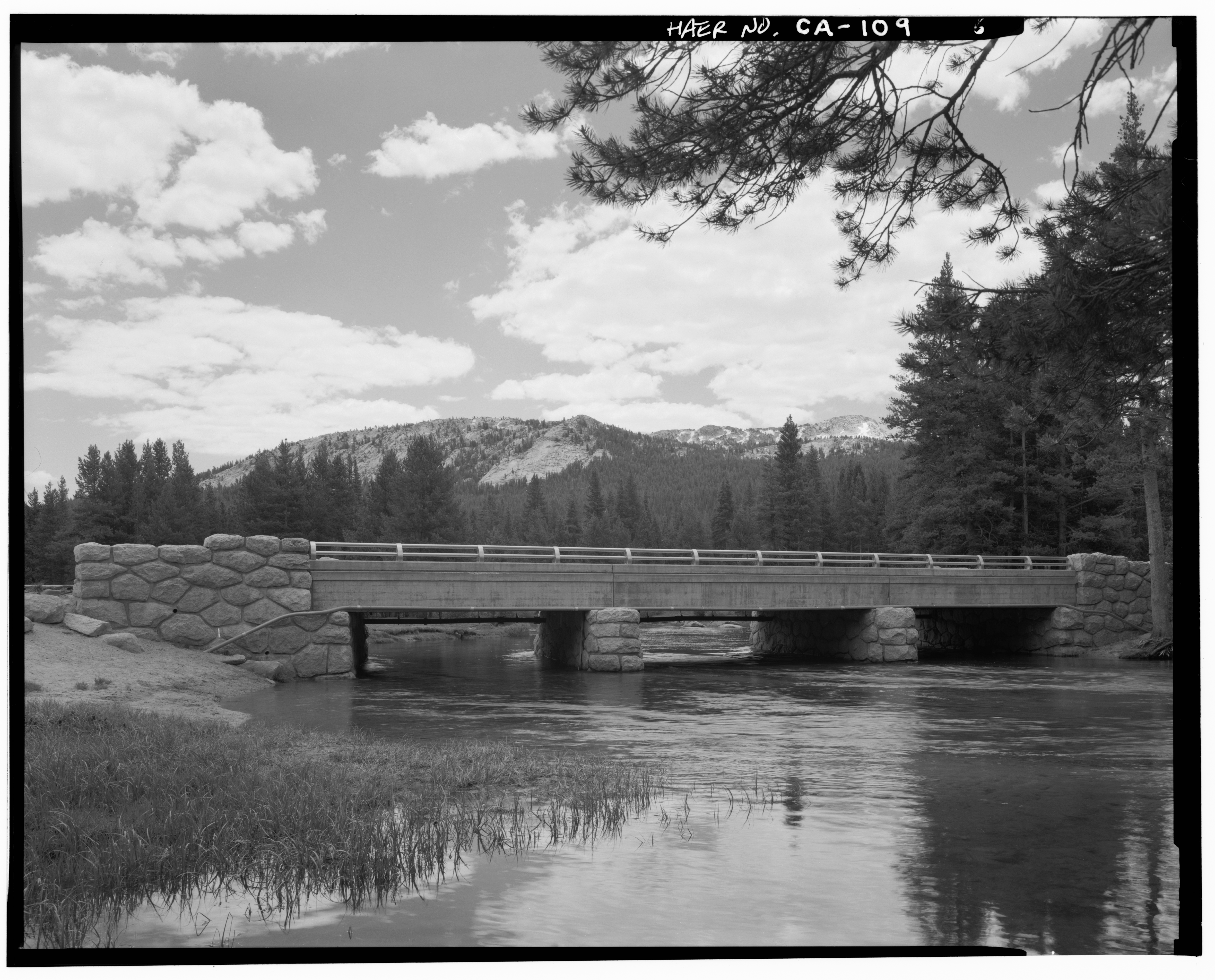
Tioga Road, originalmente un sendero de la época de la fiebre del oro, cruza el río Tuolumne en Tuolumne Meadows.

La actividad minera aumentó drásticamente a principios de la década de 1850, cuando los buscadores de oro avanzaban hacia las colinas más allá de Soulsbyville. En marzo de 1850, se descubrió en Columbia un depósito "enormemente rico". En el mismo año, la mina Bonanza cerca de Sonora produjo una pepita de 1500 onzas, la cuarta más grande jamás descubierta en California. (El más grande se encontró en Carson Hill en el condado de Calaveras, justo al norte de la cuenca del río Tuolumne a lo largo del río Stanislaus, en 1854.) La prosperidad de la región motivó la búsqueda de un nuevo cruce de Sierra Nevada que permitiera un acceso más directo a los campamentos desde el este. El Partido Clark-Skidmore hizo este cruce en 1852 a través de la parte superior del río Stanislaus y la bifurcación norte del Tuolumne. Partes de la ruta que establecieron eventualmente formaron el Walker River Trail, considerado como uno de los cruces principales más difíciles de la Sierra.
Durante un breve período, el bajo Tuolumne se convirtió en una importante ruta de barcos de vapor, que transportaba buscadores y suministros desde Stockton. Dependiendo del nivel del agua, aproximadamente 35 millas (56,3 km) del río inferior eran navegables, desde la desembocadura hasta arriba de Waterford. La naturaleza impredecible del río dificultaba tanto la navegación como el cruce, por lo que a partir de la era de la fiebre del oro se establecieron muchos transbordadores, uno de los primeros en Dickenson's Ferry a principios de la década de 1850. Esta ubicación en particular era el cruce de Fort Miller Road (Millerton Road), una importante ruta comercial terrestre que conectaba Stockton con Millerton cerca de la actual Fresno (hoy el sitio del embalse del lago Millerton).
Para 1853, la mayor parte del oro fácilmente extraído se había agotado y las operaciones de minería hidráulica se convirtieron en el método de extracción dominante. La Compañía de Agua del Condado de Tuolumne, organizada por primera vez en 1851 para desviar el agua de la cuenca del río Tuolumne al río Stanislaus, construyó una red de embalses, zanjas y canales utilizados inicialmente para minería y luego para irrigación. La Golden Rock Water Company, incorporada en 1855, desvió el South Fork del Tuolumne para abastecer las excavaciones en Groveland y Big Oak Flat; su logro más notable fue la construcción de un acueducto de 2200 pies (670,6 m) de largo y de 265 pies (80,8 m) de alto (Big Gap Flume) sobre Buck Meadows. La primera presa en el río Tuolumne propiamente dicho, cerca de La Grange, se construyó en 1852 para desviar agua para la minería hidráulica. Los sedimentos y las rocas arrastrados por la minería hidráulica y las operaciones de canalización se acumularon a lo largo del Tuolumne inferior, destruyendo el hábitat natural de las llanuras aluviales y haciendo que gran parte del río no fuera navegable.

## Irrigación, energía y suministro de agua

### Presas La Grange y Old Don Pedro
Después de la fiebre del oro, muchos mineros se establecieron a lo largo de la parte baja del río Tuolumne como agricultores. Los sitios de ferry se convirtieron en ciudades animadas, como en Waterford, donde se estableció un cruce en 1866. La ciudad de Tuolumne City se fundó cerca de la desembocadura del Tuolumne como puerto, pero pronto se hizo evidente que los escombros mineros habían hecho que el río no fuera apto para la navegación y el área fue abandonada. A mediados de la década de 1860, Tuolumne City and Paradise (ubicado a unas 5 millas (8 km) río arriba) se restablecieron como comunidades agrícolas. La fundación de Modesto en 1870, a lo largo de un nuevo ferrocarril a través del Valle de San Joaquín, alejó a la mayoría de la población de estos pueblos y otros a lo largo del Tuolumne. A principios del siglo XX, la población de Modesto ascendía a más de cuatro mil.

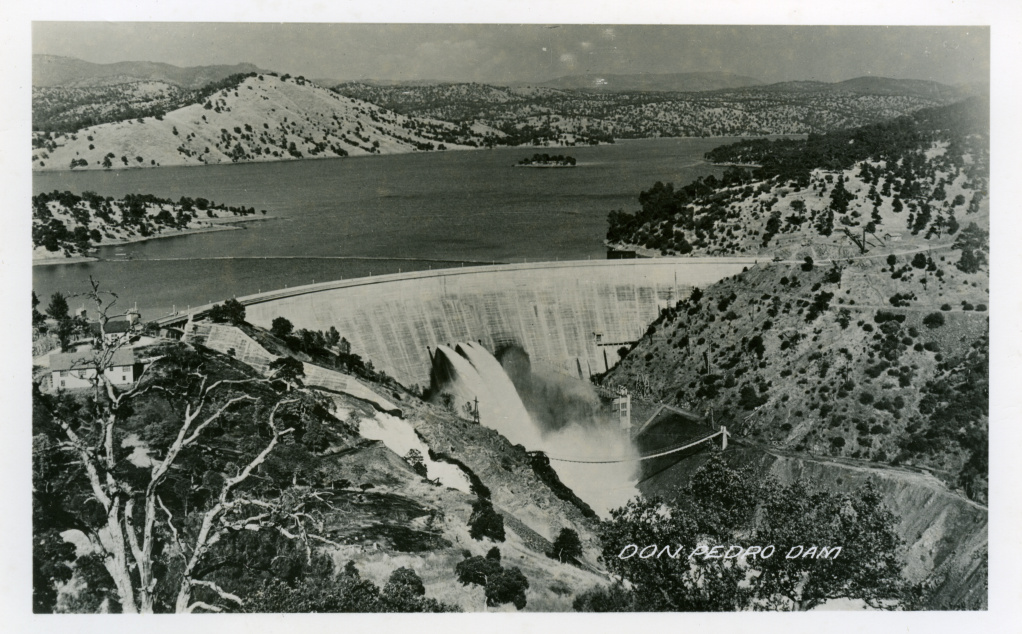
La original presa Don Pedro se completó en 1923 para proporcionar almacenamiento para riego a largo plazo.

Cuando se hizo evidente que los patrones estacionales de lluvia del Valle Central lo hacían inadecuado para la agricultura de secano, los agricultores se organizaron para construir infraestructura de riego a lo largo del río Tuolumne. El Distrito de Riego de Turlock (TID), establecido en 1887, fue el primer distrito de riego en California, y el Distrito de Riego de Modesto (MID) se estableció poco después en el mismo año. Los dos distritos sirven a los lados del sur y del norte del río respectivamente. La actual represa La Grange, terminada en 1893, reemplazó a la represa minera más antigua en el mismo sitio; a 122 pies (37,2 m), fue la presa de desbordamiento más alta de los Estados Unidos. La presa desvió el río hacia canales que riegan la mayor parte del valle inferior. Los primeros agricultores TID recibieron agua en 1900. El canal MID tardó un total de trece años en completarse, con las primeras entregas de agua hechas el 27 de junio de 1903.
A medida que crecía la población del área, los distritos del río Tuolumne pronto comenzaron a experimentar escasez de agua estacional. El embalse Dallas-Warner (actual embalse Modesto) fue completado en 1912 en el lado norte del río, pero solo se consideró como una solución temporal. La construcción de la primera presa Don Pedro comenzó en 1921 para almacenar las aguas de inundación del Tuolumne propiamente dicho, lo que permitió extender la temporada de riego y proporcionar agua durante los años secos. Un propósito secundario para la construcción de la represa fue que TID y MID sabían que la ciudad de San Francisco, a 160 millas (257,5 km) al oeste del río, codiciaba el agua del Tuolumne. Aunque los distritos de riego tenían los derechos primarios sobre el Tuolumne según la doctrina de la apropiación previa, esos derechos podían renunciarse bajo la regla de "úsalo o piérdelo", por lo que se tuvo que desarrollar el almacenamiento para permitir el uso beneficioso completo del agua del río. Llamado así por el campamento minero de la Fiebre del Oro, estando su reservorio sumergido, la represa Don Pedro se completó en 1923, reteniendo 289 000 acreds de agua. En 1923 y 1924 se habilitaron para la generación hidroeléctrica las presas de Don Pedro y La Grange.

### Proyecto Hetch Hetchy
San Francisco no siguió adelante con los planes para desviar el Tuolumne hasta que el terremoto de San Francisco de 1906 y los incendios posteriores devastaron la ciudad, lo que demostró la insuficiencia del sistema de agua existente. Después de explorar catorce sitios en todo el centro de California, San Francisco decidió tratar el valle Hetch Hetchy de Tuolumne como el lugar ideal para desarrollar almacenamiento y energía hidroeléctrica. Como el área había estado ubicado dentro del Parque Nacional Yosemite desde 1890, la ciudad solicitó al Congreso que aprobara la Ley Raker. Firmada en 1913 por el presidente Woodrow Wilson, la ley permitía a San Francisco represar el río Tuolumne, siempre y cuando el agua y la energía proporcionadas se reservaran exclusivamente para servicios públicos y no para la venta privada.

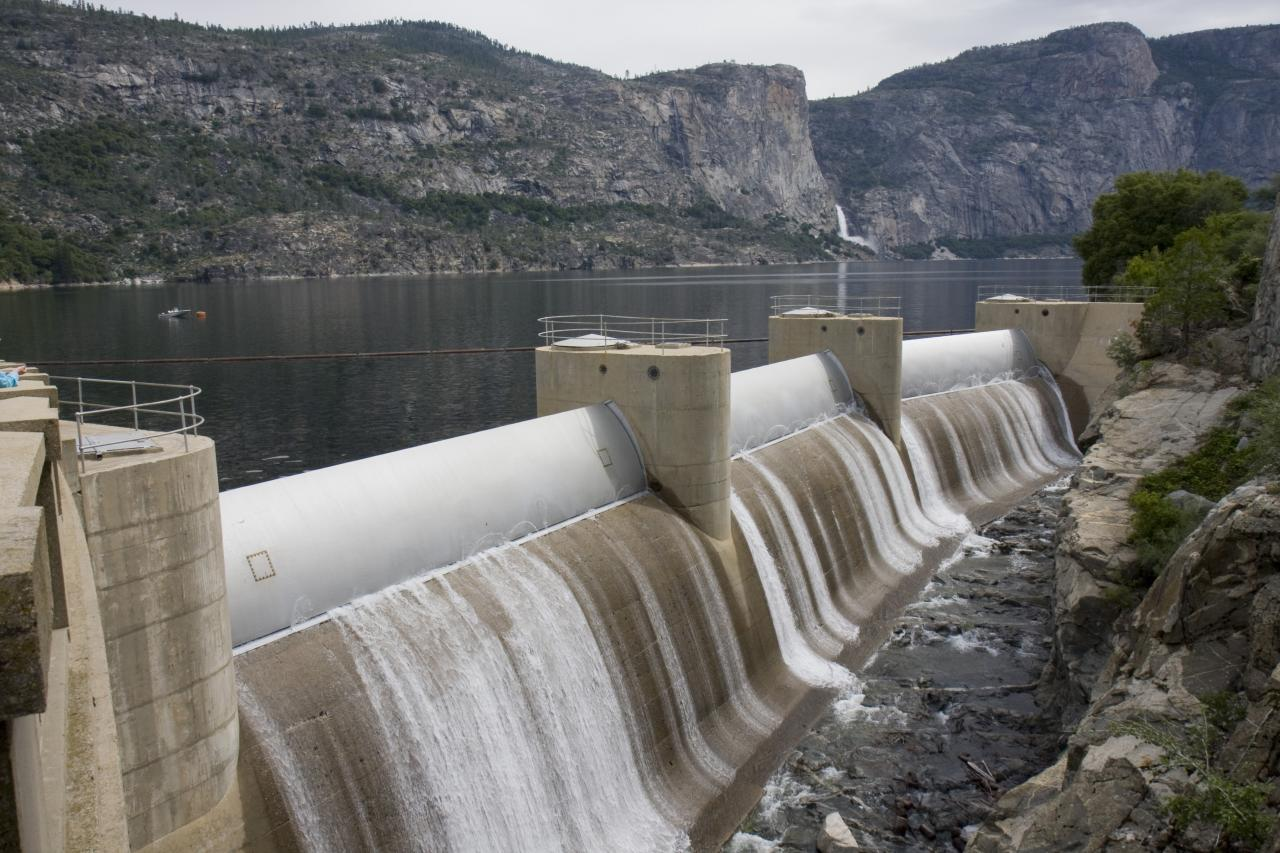
Embalse y vertedero Hetch Hetchy

El valle Hetch Hetchy se convirtió en el centro de la primera gran controversia ambiental en los Estados Unidos. John Muir, el líder del Sierra Club, encabezó una batalla legal contra la propuesta presa O'Shaughnessy, declarando famosamente: "¡Presa Hetch Hetchy! Así como represar para tanques de agua las catedrales e iglesias de los pueblos, pues ningún templo más santo ha sido jamás consagrado por el corazón del hombre.” El debacle de Hetch Hetchy se le suele tratar como el nacimiento del ecologismo moderno, que dividió drásticamente el movimiento conservacionista, que favorecía el desarrollo de los recursos naturales para el beneficio público, y los conservacionistas, que creían que era mejor dejar sitios de valor paisajístico como Hetch Hetchy para la recreación pública y disfrute.
A pesar de la controversia, la ciudad de San Francisco siguió adelante, comenzando la construcción a principios de 1914 y llenando el depósito por primera vez en mayo de 1923. El Ferrocarril Hetch Hetchy fue construido a lo largo de 68 millas (109,4 km) del cañón del río Tuolumne para brindar acceso al sitio de construcción remoto. La energía hidroeléctrica llegó a San Francisco en 1925, pero la primera agua no fue entregada hasta 1934. Hoy, San Francisco desvía alrededor de 33 por ciento del flujo del río Tuolumne en Hetch Hetchy, o el 14 por ciento del caudal total del río.

### Nueva Presa Don Pedro y desarrollo moderno
A mediados del siglo XX, estaba claro que la capacidad de almacenamiento en los embalses del río Tuolumne era insuficiente para satisfacer la creciente demanda de agua. La represa de riego en Don Pedro solo podía almacenar suficiente agua para una sola temporada de crecimiento, lo que permitía un pequeño remanente para los años de sequía y, por el otro lado, proporcionaba muy poco control de inundaciones. A fines de la década de 1950, TID y MID comenzaron a planificar una represa alta en el río Tuolumne, varias millas por debajo de la existente presa Don Pedro. En 1961, los votantes aprobaron bonos de ingresos para financiar el proyecto. Sin embargo, la Comisión Federal de Energía (ahora FERC) tardó hasta 1966 en dar luz verde al proyecto. Las preocupaciones de que la nueva represa afectaría a las poblaciones de salmón real fueron la causa principal del retraso.
La construcción de la presa comenzó en 1967 y el río fue desviado en septiembre de 1968. El terraplén se completó el 28 de mayo de 1970 y el proyecto se inauguró formalmente el 22 de mayo de 1971, después de cuatro años de construcción y un costo total de más de 110 millones de dólares. Pasarían once años antes de que el nuevo embalse de 2,50 km³ – diez veces el tamaño del Viejo Don Pedro – se llenase por completo en junio de 1982. El embalse se sumergió 25 millas (40,2 km) del río Tuolumne medio y 12 000 acres (4856,2 ha) de la tierra circundante, incluida la ciudad histórica de la fiebre del oro Jacksonville.

### Propuestas de presas
Desde la década de 1970, el Distrito de Riego de Turlock ha propuesto represar el río Clavey, un afluente de flujo libre del Tuolumne, para producir hidroelectricidad. La presa habría tenido 413 pies (125,9 m)de altura y hubiese secado la mayor parte del bajo Clavey, un popular recorrido de aguas bravas. En 1994, la Comisión Federal Reguladora de Energía estudió el proyecto y determinó que los beneficios de ese proyecto no justificarían los costos financieros y ambientales al respecto.

## Recreación
La cuenca del río Tuolumne recibe más de un millón de visitas recreativas cada año, principalmente a las áreas silvestres protegidas del Parque Nacional Yosemite y a las difíciles pero populares aguas bravas en Main Tuolumne y Cherry Creek.
El Tuolumne se considera una carrera clásica de aguas bravas de California y se ha utilizado de forma recreativa desde la década de 1960. La mayoría de los balseros se instalan en Meral's Pool, ubicado a unas 2 millas (3,2 km) debajo de Cherry Creek, para navegrar unas 18 millas (29,0 km) al lago Don Pedro. Varias compañías de rafting atienden al Tuolumne principal, un río de Clase IV+ (avanzado) con muchos rápidos que cambian a Clase V cuando el caudal supera los 4000 pies cúbicos por segundo (113,3 m³/s). Los rápidos individuales más difíciles son Clavey Falls, ubicado justo encima del río Clavey; el más largo es Grey's Grindstone, con casi una milla (1,6 kilómetros) de largo. Entre estos dos rápidos, los pozos de natación del Clavey son un lugar popular para acampar durante el verano. El Cherry Creek también está a cargo de viajes comerciales. Es considerado uno de los ríos de aguas bravas más difíciles de todo Estados Unidos, con quince rápidos Clase V. Ambas carreras están controladas por represas, lo que generalmente extiende la temporada de rafting hasta el seco verano tardío y el otoño.
En el Parque Nacional Yosemite, el Gran Cañón de Tuolumne (desde Tuolumne Meadows hasta la reserva Hetch Hetchy) se navegó por primera vez en kayak en 1983. Este segmento de 32 millas (51,5 km) está clasificado como Clase IV-V+, con muchas cascadas que requieren un porteo. Además de ser extremadamente difícil (sino casi imposible en las cascadas antes mencionadas), el flujo de agua depende completamente de la lluvia y el derretimiento de la nieve, y la temporada de aguas bravas puede ser extremadamente corta durante los años secos. El consenso general es "que lo mejor para remar son las millas superiores, mientras que la sección media es mejor para los senderistas y los barranquistas".
El río Clavey, al no estar ubicado en el parque nacional, está abierto al acceso público, pero debido a su lejanía y dificultad (Clase V+), y la breve ventana de escorrentía primaveral navegable, solo lo recorren un puñado de kayakistas cada año.
Para proteger el río, el Servicio Forestal de EE. UU. requiere viajes privados para obtener un permiso antes de flotar el Tuolumne. Organizar el Tuolumne dentro del Parque Nacional Yosemite también estuvo en una zona gris legal hasta 2015, cuando el parque abrió los ríos Tuolumne y Merced para remar y hacer rafting de forma limitada.

## Incendio forestal
En 2013, Rim Fire quemó 257 314 acres. Este megaincendio fue, en ese momento, el tercer incendio forestal más grande registrado en California. Este incendio forestal devastó el hábitat de muchas especies nativas y/o en peligro de extinción y ha impactado las oportunidades recreativas, las comunidades y las economías por igual.

## Designación salvaje y escénica
El río Tuolumne recibió la designación de ríos salvajes y escénicos en 1984. El tramo designado es “el tronco principal desde su nacimiento hasta el embalse Don Pedro”. El sistema utiliza tres clasificaciones; Tuolumne tiene 47 millas (75,6 km) categorizado como salvaje, 23 millas (37,0 km) categorizado como escénico y 13 millas (20,9 km) categorizados como recreativo, por lo que un total de 83 millas (133,6 km) es considerado como protegido de ser objeto de un mayor desarrollo.

## Trabajos citados
- Epke, G; Finger, M; Lusardi, R; Marks, N; Nichols, A; Null, S; O’Rear, T; Senter, A et al. (2010).  Mount, J; Purdy, S, eds. Confluence: A Natural and Human History of the Tuolumne River Watershed (en inglés). Department of Geology and Center for Watershed Sciences. UC Davis. Archivado desde el original el 5 de marzo de 2016. Consultado el 12 de septiembre de 2014.